# Oniotto
Oniotto (auch: Oniotto-tō, Onwot Island) ist ein Inselchen des Kwajalein-Atolls in der Ralik-Kette im ozeanischen Staat der Marshallinseln (RMI).

## Geographie
Das Motu liegt im nördlichen Riffsaums des Atolls zwischen Morenkul und Biggarenn in einem Riffabschnitt, in dem die Motu relativ weit auseinanderliegen. Oniotto ist sowohl nach Westen mindestens 5,5 km vom nächstgelegenen Motu entfernt und nach Osten ca. 2,5 km. Die Insel ist selbst ca. 250 m lang.

## Klima
Das Klima ist tropisch heiß, wird jedoch von ständig wehenden Winden gemäßigt. Ebenso wie die anderen Orte der Kwajalein-Gruppe wird Oniotto gelegentlich von Zyklonen heimgesucht.